# 天山蓝刺头
天山蓝刺头（学名：Echinops tjanschanicus）为菊科蓝刺头属下的一个种。

## 扩展阅读
- 維基物種上的相關：天山蓝刺头